# Тит (ім'я)
Тит або Тіт — християнське чоловіче ім'я. Походить від лат. Titus — давньоримського преномена (особового імені), утвореного від дієслова titulo — «йменую, називаю, титулую» або tueor — «спостерігаю, пильную». За іншою версією, Titus має етрусське походження.
Українські зменшені форми — Титко, Титонько, Титочко, Титусь.

## Іменини
- За православним календарем (новий стиль) — 17 січня, 5, 7 і 12 березня, 15 квітня, 17 червня, 7 і 10 вересня, 11 жовтня[2].
- За католицьким календарем — 4 і 26 січня, 6 лютого, 16 серпня[3].

## Споріднені імена
Від преномена Titus утворені давньоримські номени Titius («Тіцій», «Тітій», жін. форма Titia, «Тіція», «Тітія»), Titinius («Тітіній», жін. форма Titinia, «Тітінія»). Існували також когномени Titianus («Тіціан», «Тітіан», жін. форма Titiana, «Тіціана», «Тітіана»), буквально — «Тіціїв/-єва», «приналежний/на Тіцію»; і Titiolus («Тіціол», «Тітіол», жін. форма Titiola, «Тіціола», «Тітіола») — зменшена форма від Titius (Titia). Від когномена Titianus походить і християнське ім'я Тіціан (лат. Titianus), що вважається канонічним лише в католицькій традиції (іменини — 16 січня і 3 березня).

## Персоналії

### Давній Рим
У Стародавньому Римі ім'я Titus (Тіт) було відоме з VI ст. до н. е.
- Тіт Ларцій Флав — політичний та військовий діяч Римської республіки
- Тіт Лівій — давньоримський історик
- Тит Цезерній Стаціан Меммій Макрін — військовий діяч
- Тит Цезерній Квінкціан — військовий діяч, брат Тита Цезернія Стаціана Меммія Макріна
- Тит Лукрецій Кар — давньоримський поет і філософ
- Тит Флавій — римський імператор (79—81).
- Святий Тит — апостол з сімдесяти
- Тит Флавій Климент — християнський апологет і проповідник

### Новий час
- Тит — київський гравер на дереві початку XVIII століття.

## Інше
- Тит Андронік (Тіт Андронік) — трагедія Шекспіра

## Прізвища
- Титов
- Титенко